# Chadderton F.C.
Chadderton FC là một câu lạc bộ bóng đá có trụ sở tại Chadderton, Oldham, Greater Manchester, Anh. Đội bóng hiện thi đấu tại North West Counties League Premier Division và có sân nhà ở Andrew Street.

## Danh hiệu
- Manchester League
  - Nhà vô địch Division One mùa giải 1966–67
  - Nhà vô địch Division Two mùa giải 1964–65
  - Nhà vô địch Murray Shield mùa giải 1964–65[1]
  - Nhà vô địch Gilgryst Cup mùa giải 1969–70[1]
- Manchester Amateur League
  - Nhà vô địch Division One mùa giải 1962–63
  - Nhà vô địch North division mùa giải 1955–56
- Oldham Amateur League
  - Nhà vô địch Challenge Cup mùa giải 1954–55
- Manchester Challenge Trophy
  - Nhà vô địch mùa giải 1971–72[1]

## Thống kê
- Thành tích tốt nhất tại FA Cup: Vòng loại thứ hai các mùa giải  1987–88, 1988–89, 1992–93, 1994–95[2]
- Thành tích tốt nhất tại FA Vase: Vòng bốn mùa giải 2014–15[2]
- Kỷ lục khán giả đến sân: 2,352 người trong trận đấu với FC United of Manchester năm 2006[3]